# 圣母领报主教座堂 (莫斯科)

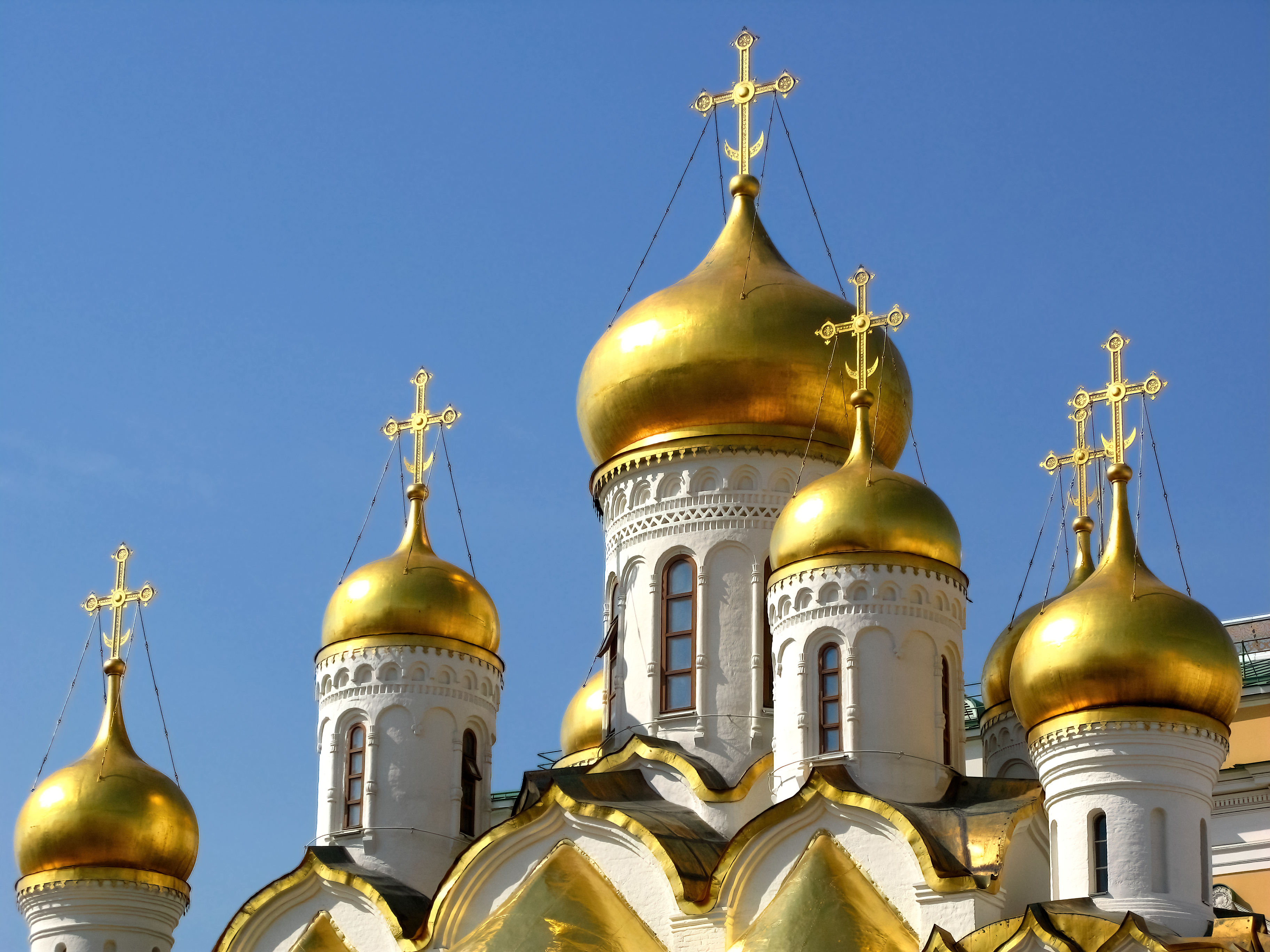
镀金洋葱头穹顶

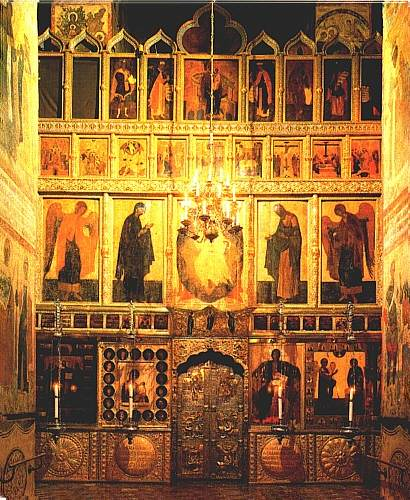
圣像

圣母领报主教座堂（羅馬化：Blagoveshchensky sobor）是一座东正教教堂，位于俄罗斯莫斯科克里姆林宫内，大教堂广场西南侧，与大克里姆林宫相连，毗邻多棱宫。它最初是沙皇的个人小教堂，其院长是俄罗斯王室的忏悔神师，直到20世纪初。